# Růžena Ženčáková
Růžena Ženčáková (29. května 1936, Olomouc – 15. února 1989, Olomouc) byla česká matematička.

## Život
Růžena Ženčáková dálkově vystudovala přírodovědeckou fakultu Univerzity Palackého v Olomouci a od roku 1955 začala působit jako učitelka na různých základních školách v okrese Olomouc. Od roku 1969 pracovala na katedře matematiky pedagogické fakulty Univerzity Palackého jako odborná asistentka. Zaměřovala se na didaktiku matematiky pro základní školy a učitelství pro školy pro mládež vyžadující zvláštní péči. Byla autorkou učebnic a metodických textů z matematiky pro 6.-8. třídy speciálních škol, vysokoškolských skript, sbírek příkladů a metodických prací.